# Chamaedorea oblongata
Chamaedorea oblongata es una especie de palmera que se distribuye desde México a Nicaragua.

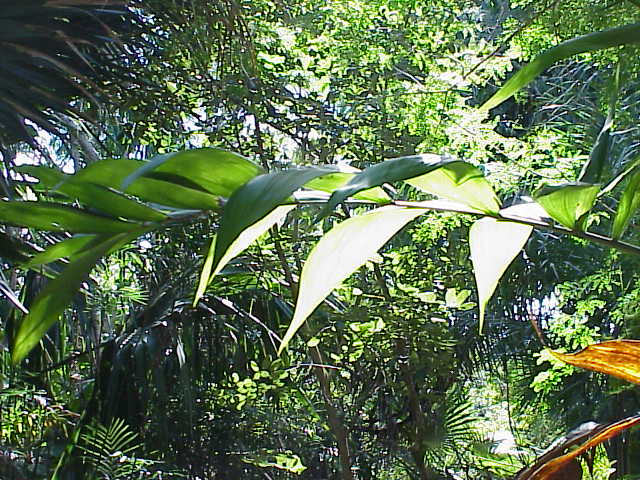
Hojas

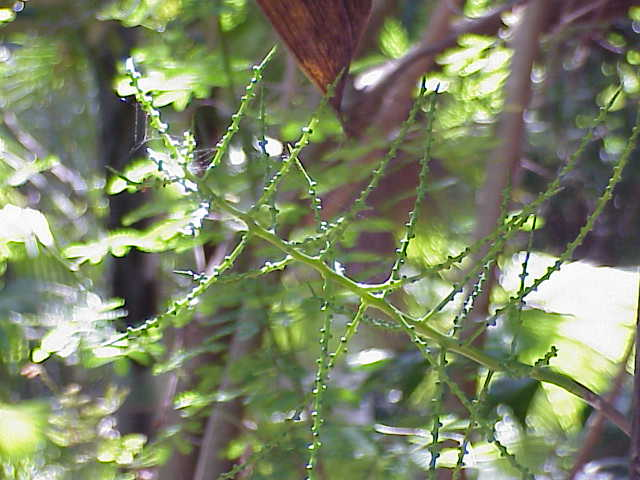
Frutos

## Descripción
Son palmas con tallos solitarios, erectos, ocasionalmente decumbentes, que alcanzan un tamaño de hasta 3 m de alto y 1–2.5 cm de diámetro, con entrenudos  de 4–15 cm de largo. Las hojas 3–8, erecto-patentes, pinnadas, de hasta  1 m de largo; pinnas 5–9 a cada lado, las medias lanceoladas a rómbico-lanceoladas a oblongo-trapezoides, sigmoides, 17–40 cm de largo y 3.5–10 cm de ancho, angostas, caducas y largamente acuminadas, más o menos coriáceas, nervio principal y 2 nervios submarginales brillantes y amarillentos en el envés, raquis 30–60 cm de largo, abaxialmente con una banda amarilla que se extiende hasta la vaina; vaina tubular, 15–20 cm de largo, pecíolo 15–30 cm de largo. Las inflorescencias son infrafoliares, solitarias, con pedúnculo de 10–40 cm de largo, brácteas 5–7; inflorescencias estaminadas con raquis de 2.5–12 cm de largo, verde, raquillas 9–25, 30 cm de largo, péndulas, flores 3 mm de largo y 3–4.5 mm de ancho, verdosas en espirales densos, sépalos connados en la base, pétalos valvados, libres casi hasta la base; inflorescencias pistiladas con 6–20 o más raquillas de 9–16 cm de largo, rígidas, ascendentes, anaranjado-rojizas y abultadas en fruto, flores 2 mm de largo y 2.5–3 mm de ancho, en espirales laxos, amarillo verdosas, sépalos connados en la base, pétalos imbricados casi hasta el ápice. Los frutos son ovoide-elipsoides o a veces falciformes o ligeramente lunulares, de 8–14 mm de largo y 6–8 mm de ancho, atenuados a ambos extremos o globosos, negro brillantes cuando maduros.

## Distribución y hábitat
Es común en los bosques húmedos o muy húmedos perennifolios y en nebliselvas en las zonas atlántica y norcentral; a una altitud de 40–1600 metros. Se distribuye desde México a Nicaragua.

## Taxonomía
Chamaedorea oblongata fue descrita por Carl Friedrich Philipp von Martius y publicado en Historia Naturalis Palmarum 3(7): 160, en el año 1838. (23 Sept 1838)
Etimología
Chamaedorea: nombre genérico que deriva de las palabras griegas: χαμαί (chamai), que significa "sobre el terreno", y δωρεά (dorea) , que significa "regalo", en referencia a las frutas fácilmente alcanzadas en la naturaleza por el bajo crecimiento de las plantas.
oblongata, epíteto latino que significa oblongo, en referencia a la forma de los frutos.
Sinonimia
- Chamaedorea biloba H.Wendl.
- Chamaedorea corallina (H.Karst.) Hook.
- Chamaedorea corallocarpa hort.
- Chamaedorea fusca Standl. & Steyerm.
- Chamaedorea lunata Liebm.
- Chamaedorea paradoxa H.Wendl.
- Chamaedorea schiedeana hort.
- Mauranthe lunata (Liebm.) O.F.Cook
- Morenia corallina hort.
- Morenia corallocarpa H.Wendl.
- Nunnezharia biloba (H.Wendl.) Kuntze
- Nunnezharia corallocarpa (H.Wendl.) Kuntze
- Nunnezharia lunata (Liebm.) Kuntze
- Nunnezharia oblongata (Mart.) Kuntze
- Nunnezharia paradoxa (H.Wendl.) Kuntze[5]